# Cratichneumon pilosulus
Cratichneumon pilosulus là một loài tò vò trong họ Ichneumonidae.